# Andrzej Piaseczny
Andrzej Tomasz ”Piasek” Piaseczny, född 6 januari 1971 i Pionki, är en polsk sångare, låtskrivare och skådespelare. Han är främst känd under sitt artistnamn Piasek.
Andrzej Piaseczny är född i den lilla staden Pionki utanför Radom och började sjunga från tidig ålder i bland annat skolkören. Hans musikaliska karriär började 1992 då han gick med i poprockgruppen Mafia. Tillsammans med dem spelade han in tre studioalbum, varav debutalbumet släpptes 1993. Tillsammans med Robert Chojnacki släppte han dessutom albumet Sax & Sex 1995 som sålde multi-platina i Polen. Här verkade Piaseczny både som sångare och låtskrivare. Ett år senare släppte de uppföljaren Sax & Dance.
Efter att Mafia släppt sitt tredje studioalbum FM 1996 valde Piaseczny att satsa på en solokarriär. Hans första soloalbum, Piasek, släpptes 1998 och blev en stor framgång då den efter några månader hade sålt platina. Från albumet släpptes singlarna Mocniej? och Jeszcze bliżej. Samma år spelade han tillsammans med Natalia Kukulską in det polska soundtracket till den animerade filmen Det magiska svärdet. År 2000 släppte han sitt andra soloalbum Popers. 2005 medverkade han på albumet Słowa, som bestod av tonsatta dikter av påven Johannes Paulus II, och sjöng låten W mroku jest tyle światła. Samma år vann han huvud priset ”Bursztynowego Słowika” på Sopotfestivalen med låten Z głębi duszy. År 2006 samarbetade han åter med Robert Chojnacki och de släppte albumet Saxophonic. Denna gång medverkade dock Piaseczny främst som låtskrivare.
Piaseczny representerade Polen i Eurovision Song Contest 2001 med bidraget 2 Long som han skrivit själv tillsammans med Robert Chojnacki. Han kom på 20:e plats med 11 poäng.
Som skådespelare är Piaseczny främst känd för sin medverkan i den långlivade polska tv-serien Złotopolscy (1997–2010).

## Diskografi

### Mafia
- Mafia (1993)
- Gabinety (1995)
- FM (1996)

### Soloalbum
- Piasek (1998)
- Popers (2000)
- Andrzej Piaseczny (2003)
- Największe Przeboje (2004)
- Jednym tchem (2005)
- 15 dni (2008)
- Spis Rzeczy Ulubionych (2009)
- Na przekór nowym czasom – live (2010)
- W blasku światła – Piaseczny/Soyka (2011)
- To co Dobre (2012)
- Zimowe Piosenki (2012)

## Filmer
- Złotopolscy (1997-2010)
- Trzymajmy się planu (2004)
- Niania (2007)
- Spadkobiercy (2010)